# Grith Fjeldmose
Grith Lisbeth Fjeldmose, född 24 augusti 1953 i Danmark, är en dansk-svensk politiker (vänsterpartist) och tidigare sångerska. Hon var kommunalråd i Göteborgs stad från 2019 till 2022. Hon har dansk-svensk bakgrund och har en bakgrund som operasångerska.

## Politisk gärning
Fjeldmose var kommunalråd från 2019 till 2022, som del av den rödgrönrosa oppositionen i Göteborgs kommun. Innan hon blev kommunalråd var hon förste vice ordförande i kulturnämnden i Göteborg. Innan hon fick parlamentariska uppdrag var hon politiskt aktiv i utomparlamentariskt arbete under 20 års tid. Fjeldmose var fackligt aktiv vid Göteborgsoperan.
Som kommunalråd har Fjeldmose engagerat sig i arbetet emot nedskärningar, klimatomställningen, antirasism och allas tillgång till kultur.
Förutom parlamentariska uppdrag har Fjeldmose uppdrag i Vänsterpartiets centrala valberedning och Kvinnofolkhögskolans styrelse.
Fjeldmose har även en masterexamen i Kritiska studier vid Göteborgs universitet.

## Bakgrund som operasångerska
Fjeldmose är numera pensionerad operasångerska (sopran) och skådespelare.
Fjeldmose studerade vid Scenskolan i Göteborg och debuterade 1981 som solist i rollen som Valencienne i Glada änkan vid Stora Teatern. Därefter var hon vid Göteborgsoperan fram till 2003. Bland hennes övriga operaroller märks Adina i Kärleksdrycken, Adele i Läderlappen, titelrollen i Madama Butterfly och Susanna i Figaros bröllop. Hon har även gjort gästspel i Köpenhamn, där hon sjungit roller som Roxanne i Cyrano och "den svenska sångerskan" (Jenny Lind) i H.C. Andersen.
Fjeldmose har agerat språkcoach till Alicia Vikander inför hennes roll som dansktalande.

## Filmografi
- 1969 – Tumult
- 1972 – Laila Løvehjerte (TV)
- 1972 – Solens børn (TV)
- 1986 – Bröderna Mozart
- 1996 – Polisen och pyromanen (TV)